# Willy De Clercq
Willy Clarisse Elvire Hector De Clercq, conegut amb el nom de Willy De Clerq, (Gant, Bèlgica 1927 - 28 d'octubre de 2011) fou un advocat i polític belga que fou membre de la Comissió Delors I entre 1985 i 1989.

## Biografia
Va néixer el 8 de juliol de 1927 a la ciutat de Gant, població situada a la província de Flandes Oriental. Va estudiar dret a la Universitat de Gant, i posteriorment amplià els seus estudis a la Universitat de Syracuse (Estats Units d'Amèrica). En finalitzar els seus estudis va esdevenir advocat a la Cort d'Apel·lació de Gant així com professor a la Universitat de Gant i de Brussel·les.
L'any 2006 fou nomenat vescomte pel rei Albert II de Bèlgica.
Mor el 28 d'octubre de 2011.

## Activitat política
Membre del Partit Liberal i Demòcrata de Flandes (VLD) a finals de la dècada del 1950 fou escollit membre del Parlament de Bèlgica. Posteriorment formà part de diversos governs, sent nomenat Secretari d'Estat de Pressupostos (1960-1961), Ministre de Pressupostos (1966-1968) i Ministre de Finances (1973-1977). En les eleccions europees de 1979 fou escollit eurodiputat al Parlament Europeu, escó que va mantenir fins al desembre de 1981.
El gener de 1985 fou nomenat membre de la Comissió Delors I, esdevenint Comissari Europeu de Relacions Exteriors i Comissari Europeu de Comerç, càrrec que compartí amb Claude Cheysson. Ocupà aquests càrrecs fins a l'any 1989, quan fou substituït per Karel Van Miert com a Comissari Europeu.
En les eleccions europees de 1989 fou novament escollit eurodiputat, formant part del grup de l'Aliança dels Liberals i Demòcrates per Europa (ALDE), escó que repetí en les eleccions de 1994 i 1999.